# Carl Robert Jakobson
Carl Robert Jakobson, ps. Linnutaja (ur. 26 lipca 1841 w Tartu (Dorpat), zm. 19 marca 1882 w Kurgja) – estoński nauczyciel i pisarz, polityk, jedna z czołowych postaci estońskiego odrodzenia narodowego. Był przedstawicielem  Oświecenia i materialistą.
Urodził się jako syn Adama Jakobsona, nauczyciela w szkole parafialnej w Tormie. Od 1856 do 1859 uczęszczał do seminarium prowadzonego przez Jānisa Cimzego w mieście Valga, po czym zajął miejsce ojca jako nauczyciel w Tormie. Po konflikcie z lokalnym pastorem i dziedzicem opuścił rodzinną miejscowość podejmując pracę w Kingissepp (Jamburg). Od 1864 nauczał w Petersburgu, gdzie związał się z estońskim ruchem narodowym oraz rozpoczął współpracę z gazetą Eesti Postimees oraz liberalnymi kręgami niemieckimi i rosyjskimi. 
Na początku lat siedemdziesiątych znalazł się wśród założycieli działającego w Tartu Estońskiego Towarzystwa Literackiego (Eesti Kirjameeste Selts), które odegrało ogromną rolę w początkach estońskiego odrodzenia narodowego.
W 1871 osiedlił się w Tallinnie. Trzy lata później nabył posiadłość w Kurgja, gdzie założył wzorcowe gospodarstwo chłopskie. Został wybrany prezesem towarzystw rolniczych w Parnawie i Viljandi (Fellin). 
W 1878 założył w Viljandi gazetę Sakala, gdzie występował za ograniczeniem praw szlachty niemieckiej na terenie guberni bałtyckich oraz budową estońskiej tożsamości narodowej w oparciu o porozumienie z Rosją. 
W 1881 wybrano go następcą Jakoba Hurta na stanowisku prezesa Estońskiego Towarzystwa Literackiego. 
Jego młodszym bratem był Eduard Magnus Jakobson (1847–1903), znany drzeworytnik, autor ilustracji do estońskich książek oraz pastor baptystyczny. 
Portret C. R. Jakobsona widniał na estońskim banknocie o nominale 500 koron (wycofanym z obiegu po wprowadzeniu euro w 2011 r.).

## Wybrane publikacje
- Kooli Lugemise raamatu (1867–1876)
- Uus Aabitsaraamat (1867)
- Veikene Geograafia (1868)
- Teadus ja Seadus põllul (1869)
- Wanemuine Kandle healed (Lieder für Chor, 1869–1871)
- C. R. Linnutaja laulud (Gesangheft, 1870)
- Rõõmus laulja (1872)
- Artur ja Anna (Theaterstück, 1872)
- Kuidas põllumees rikkaks saab (1874)
- Kuidas karjad ja nende saagid meie põllumeeste rikkuse allikaks saavad (1876)
- Sakala Kalender põllumeestele (1880)
- Helmed (Lesebuch, 1880)